# Golog (volk)
Golog is een etnisch Tibetaanse, nomadische bevolkingsgroep in oostelijk Tibet. De Gologs hadden hun belangrijkste verblijfsgebied in het zuiden van het gebied dat vroeger aangeduid werd met de naam Amdo ten noordoosten van Centraal-Tibet, de regio met de bergketen van de Amne Machen, een uitloper van de Kunlun.
De meeste Gologs wonen aan het begin van het tweede decennium van de 21e eeuw in de huidige prefectuur Golog van de provincie Qinghai. Het gebied heeft een oppervak van 76.000 km². Dat is haast tweemaal de omvang van Nederland. Er woonden volgens een volkstelling van 2000 toen 125.395 mensen, waarvan 91% etnische Tibetanen.

## Achtergrond
Na de val van de Yarlung-dynastie in de 9e eeuw was het Tibetaanse rijk gefragmenteerd en vormen van centraal gezag afwezig. Vormen van centraal gezag werden vanaf de 13e eeuw weer in Centraal-Tibet hersteld. Maar in zowel Kham als Amdo bleef een vorm van werkelijk functionerend feitelijk centraal gezag tot in de 20e eeuw afwezig.
In 1720 verdreef een Chinees leger de Mongoolse clan Dzjoengaren uit Lhasa en wist de zevende dalai lama Kälsang Gyatso geïnstalleerd te krijgen. In de decennia die volgen werd het grootste deel van Kham bestuurlijk en administratief onderdeel gemaakt van de Chinese provincie Sichuan en Amdo ging vrijwel volledig deel uitmaken van de toenmalige Chinese provincie Gansu en vanaf 1928 van de toen ontstane  provincie Qinghai. Toch was ook het Chinese gezag in die streek zwak. In de praktijk werd het bestuur, voor zover aanwezig, overgelaten aan lokale leiders onder een vorm van supervisie van Chinese ambtenaren. Vooral in gebieden waar nomaden de dominante leefstijl vormden waren staatsstructuren vaak maar nominaal aanwezig. Het weidegebied van de nomaden werd wel beschouwd als behorend tot landgoederen in eigendom van lokale adel of kloosters, maar een eventuele afdracht van opbrengsten aan hen werd meer opgevat als een traditionele donatie of vorm van tribuut en zelden als verschuldigde belasting
Van al deze nomaden waren de Gologs verreweg de groep die zich het meest zelfstandig opstelde. Alle nomadenstammen vulden hun inkomsten aan met het afpersen, dan wel overvallen en beroven van groepen reizigers die hun gebied binnenkwamen. De Gologs hadden op dit gebied de ergste reputatie.

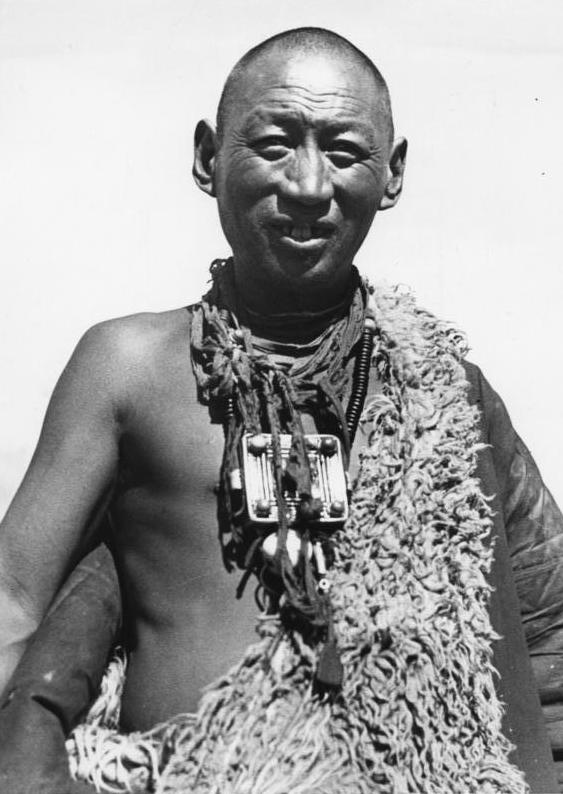
Gologman (1938)

## Verhalen
In de Tibetaanse literatuur komen dan ook veel verhalen voor over dit gedrag. Een van de bekendste betreft het verhaal van de beroving van de tulku Shabkar. Hij reisde in 1828 met zijn karavaan door het gebied. Shabkar was een charismatisch prediker, had een serie gebedsdiensten in Centraal-Tibet geleid en had zeer veel donaties ontvangen. Met dat fortuin werd hij door de Gologs overvallen en totaal beroofd, ondanks het feit dat hij over protectiebrieven beschikte van zowel de tiende dalai lama als de zevende pänchen lama. Enkele weken later vertelde hij de Chinese amban in het gebied over deze gebeurtenis. Die gaf onmiddellijk toe dat de Gologs buiten het bereik van het Chinees gezag lagen. De amban suggereerde echter de mogelijkheid voor Shabkar om te gaan prediken onder de Gologs. Dit deed hij en de Gologs waren hiervan zo onder de indruk, dat veel van zijn fortuin naar hem terugkeerde in de vorm van door de Gologs gegeven donaties.
In het begin van de 20e eeuw verbleef de Amerikaanse antropoloog en botanicus Joseph Rock in het gebied van de Gologs. In zijn boek The Amnye Ma-Chhen Range and Adjacent Regions beschreef hij enkele verhalen die hij in de regio over de Gologs had gehoord.
Hoewel moord bij wet verboden was in de regio van de Amnye Machen, vallen de Gologs iedereen aan die hun gebied nadert. Zij accepteren geen enkel gezag buiten dat van hun eigen stamhoofden en, zoals de Shingbzah Tulku ons vertelde, kan je hen onmogelijk op hun woorden vertrouwen. Ze genieten ervan iedereen aan te vallen, vooral vreemdelingen die hun berggebied naderen. Zo zijn de Gologs altijd geweest en zo zullen ze waarschijnlijk ook altijd blijven. Ze brengen het grootste deel van hun leven op de rug van een paard door, altijd gereed voor de strijd en zelfs onderling hebben ze altijd ruzie tot aan het punt van gewapende strijd.

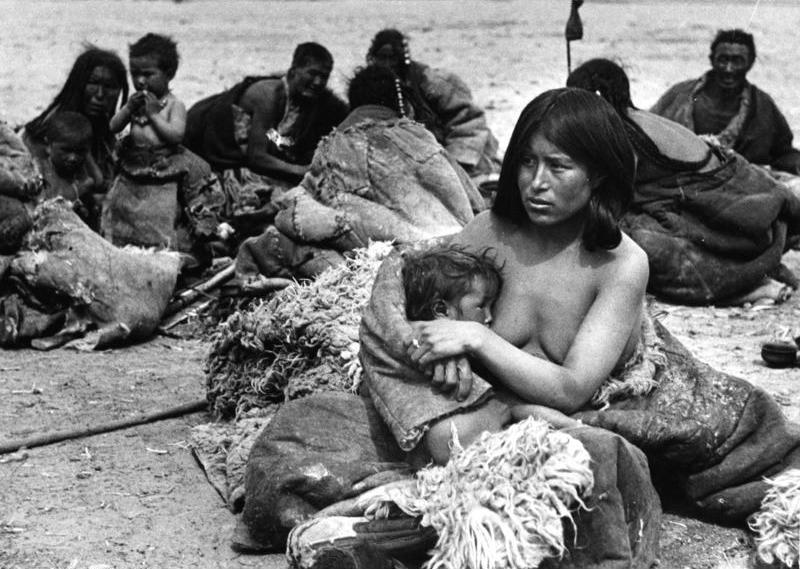
Golok vrouw met kind(1938)

Enige tijd later ontmoette Joseph Rock een clanleider van de Gologs die hem uitlegde wat de essentie van de identiteit van een Golog is:
Je kan ons Gologs niet vergelijken met andere mensen. Jullie gehoorzamen de wet van vreemdelingen, die van de dalai lama, van China of van een van jullie armzalige opperhoofden. Jullie zijn bang voor alles en om straf te ontlopen gehoorzaam je maar iedereen. En niet alleen jullie, maar ook jullie vaders en grootvaders waren hetzelfde. Wij, Gologs, hebben echter vanaf de oudste tijden alleen onze eigen wetten gevolgd en alleen onze eigen overtuigingen. Een Golog wordt geboren met de wetenschap van zijn vrijheid en met de melk van zijn moeder krijgt hij een betekenis binnen van onze eigen wetten. Die zijn nooit veranderd. Al haast in de baarmoeder van zijn moeder leert hij het hanteren van wapens. Zijn voorvaderen waren strijders, zij waren mannen zonder vrees, zoals wij nu hun waardige opvolgers zijn. Wij volgen nooit het advies van een vreemdeling, wij zullen nooit iets anders gehoorzamen dan de stem van ons geweten, waarmee iedere Golog geboren wordt. Dat is de reden dat wij de vrijheid hebben zoals wij die nu kennen en van niemand slaven zijn, niet van de Bogdo Gegen, noch van de dalai lama. Onze stam is de meest gerespecteerde en machtigste in Tibet en wij kijken met minachting neer op Chinezen en Tibetanen.
Een deel van dit citaat handelt over de afstamming van de Gologs. Het is hun overtuiging, dat in ieder geval hun belangrijkste clanleiders afstammen van de strijders uit het Epos van koning Gesar, de heer van het legendarische koninkrijk Ling. In de overlevering zijn op de top van de hoogste berg van de Amne Machen, de Machen Kangri, de magische wapens van Gesar verborgen en zijn strijders begraven. Daar zou ook het magische zwaard van Gesar zelf moeten liggen en het maakt de berg tot een bron van inspiratie voor de Gologs.
Do Khyentse, een van de weinige tulku's die zelf een Golog was en die verondersteld werd de reïncarnatie te zijn van Jigme Lingpa heeft in de 19e eeuw zijn autobiografie geschreven. In feite echter is het de geschiedenis van de ontwikkeling van zijn eigen stam vanaf hun mythische ontstaan tot en met de magische geboorte van Do Khyentse zelf. De Gologs zouden zijn ontstaan als gevolg van de relatie tussen de dochter van de berggeest van de Machen Kangri en een wat dwaze man. Steeds probeert Do Khyentse in zijn werk de overeenkomsten te tonen tussen het ontstaan van de Gologs en de religieuze wereld van het Epos van koning Gesar.
In het werk van Do Khyentse wordt ook ingegaan op de oorsprong van de naam Golog. Die verschijnt bij het op schrift beschrijven van deze nomadenstammen voor het eerst in de 14e eeuw in een aantal Tibetaanse manuscripten. Zoals vaak zijn er daarvoor meerdere versies beschikbaar. Eén daarvan is, dat de echte betekenis van het woord "ngolog" rebellie dan wel opstand is. Dat vindt ondersteuning in een van de meest populaire liederen van de Gologs:
Ik sta op (sta op aangeduid met het woord ngolog) tegen de bevelen van de Dharma-koningen van Tibet. Ik rebelleer (ngolog) en de blauwe hemel staat mij bij. De blauwe hemel is met de rebellie (ngolog) Ik rebelleer tegen iedereen/ tegen China sta ik op. Ik rebelleer (ngolog) Wij maken onze eigen wetten.

## Situatie vanaf eind 19e eeuw
Aan het eind van de 19e eeuw waren de Gologs verdeeld in circa 200 stammen, die meestal onafhankelijk van elkaar opereerden, maar ook wel federaties vormden in steeds wisselende coalities, die elkaar vaak bevochten. Deze voortdurend wisselende verhoudingen zijn het leidende thema in het werk Fields on the hoof van de in China geboren Amerikaanse missionaris Robert B. Ekvall, die tussen 1930 en 1940 in Amdo verbleef.

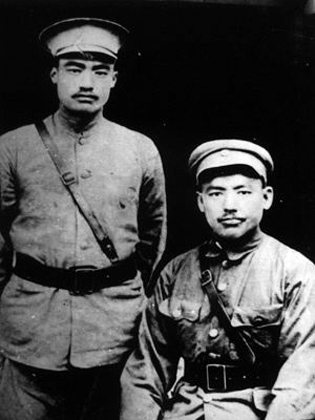
Ma Bufang en zijn broer Ma Buqing

Amdo was begin 20e eeuw al eeuwen een multi-etnisch gebied. In veel streken waren etnische Tibetanen wel in de meerderheid, maar er leefden ook aanzienlijke aantallen Han-Chinezen en moslims. Na de val van de Qing-dynastie in 1911 kwam de macht in Qinghai in handen van de zogenaamde "Ma-kliek". De islamitische krijgsheren Ma Qi en zijn zoon Ma Bufang streefden naar volledige controle over Qinghai en met name de laatste besloot dan ook de onafhankelijke positie van de Gologs te breken. In totaal werden er zes militaire campagnes tegen de Gologs georganiseerd. Tegen de moderne wapens van de krijgsheer waren de Gologs uiteindelijk niet bestand en zij leden zeer zware verliezen.
De toenemende etnische spanningen tussen de groepen wordt ook beschreven in een andere publicatie van Ekvall, Cultural Relations on the Gansu-Tibetan border.
Hun gevoel voor onafhankelijkheid was echter niet gebroken. Tijdens de Lange Mars van het Rode Leger passeert in 1936 de zesde legergroep het gebied van de Gologs. De legergroep bestaat op dat moment uit ca. 22.000 soldaten. De communisten hadden ondersteuning van de Gologs verwacht, omdat zij tegen een gemeenschappelijke vijand - Ma Bufang - vochten. De Gologs weigerden echter iedere ondersteuning en hulp en als gevolg daarvan kwam het grootste deel van de legergroep om in hun gebied.
De haat van de Gologs tegen de krijgsheren en de Kwomintang zit diep. In 1949 wisten de Gologs een legergroep van het nationalistische leger, die voor de communisten op de vlucht was tot en met de laatste man te elimineren.

## Vanaf 1950
Het is voor een deel de haat tegen de krijgsheren, die de oorzaak is dat de meeste nomadenstammen van zowel Amdo als Kham het Rode leger bij de opmars door hun gebieden in 1949-1950 geen strobreed in de weg leggen. Een tweede punt is dat de nomadenstammen zich als gelovige Tibetaanse boeddhisten in cultureel en religieus opzicht wel onderdeel voelen uitmaken van de Tibetaanse cultuur. De meeste hebben echter geen enkele sympathie voor het politieke regime van de regering van Centraal-Tibet in Lhasa.
In het 17 puntenakkoord van 1951 tussen de regering van Tibet en China was vastgelegd, dat de bestaande sociale en economische ordening in Centraal Tibet, het gebied dat tot 1950 bestuurd werd door een Tibetaanse regering, voorlopig ongewijzigd zou blijven. Die afspraak was echter niet van toepassing op het grootste deel van Kham en Amdo, die bestuurlijk en administratief al eeuwen deel uitmaakten van Chinese provincies. Daar werden wel maatregelen doorgevoerd. In met name Kham leidde dat vanaf 1955 tot vormen van gewapend verzet tegen de Chinezen.
In het gebied van de Gologs bleef het echter lang kalm. Vormen van verzet van de Gologs tegen het nieuwe regime dateren pas vanaf 1958. De aanleiding waren een aantal geforceerde en afgedwongen proefprojecten met de collectivisatie van veestapels vanaf 1957. Die collectivisatie werd algemeen beleid vanaf 1959 en omstreeks 1966 afgerond. De resultaten waren desastreus. In 1959 was van de veestapels van de Gologs al ca. 50% verloren gegaan. Daarna werd de regio getroffen door hongersnoden als gevolg van het totaal mislukte vijfjarenplan van de Grote Sprong Voorwaarts. Met het begin van de Culturele Revolutie werd de situatie nog slechter. Er was sprake van verdere vernietiging die nu ook alle aspecten van de samenleving betrof. De weinige overgebleven kloosters alsmede de pas gestichte tentscholen werden gesloten.
In de periode na de dood van Mao Zedong in 1975 werden de verhoudingen weer enigszins genormaliseerd. De collectivisatie van de landbouw en veestapels werd ongedaan gemaakt. Vee werd weer in eigendom aan de nomaden gegeven op basis van quota per huishouden. Vanaf ca. 1982 konden ook weer westerse onderzoekers, tibetologen en antropologen, toegang tot het gebied krijgen. Dat heeft de laatste decennia tot een aanzienlijke hoeveelheid publicaties geleid, waarvan er hier slechts enkele bij de bronvermelding genoemd worden.